# Comuna Leadske, Monastîrîska
Leadske (în ucraineană Лядське) este o comună în raionul Monastîrîska, regiunea Ternopil, Ucraina, formată din satele Bobrivnîkî și Leadske (reședința).

## Demografie
Componența lingvistică a comunei Leadske
     Ucraineană (99,88%)
Conform recensământului din 2001, majoritatea populației comunei Leadske era vorbitoare de ucraineană (99,88%), existând în minoritate și vorbitori de alte limbi.